# Bodzewo (gromada)
Bodzewo – dawna gromada, czyli najmniejsza jednostka podziału terytorialnego Polskiej Rzeczypospolitej Ludowej w latach 1954–1972.
Gromady, z gromadzkimi radami narodowymi (GRN) jako organami władzy najniższego stopnia na wsi, funkcjonowały od reformy reorganizującej administrację wiejską przeprowadzonej jesienią 1954 do momentu ich zniesienia z dniem 1 stycznia 1973, tym samym wypierając organizację gminną w latach 1954–1972.
Gromadę Bodzewo z siedzibą GRN w Bodzewie utworzono – jako jedną z 8759 gromad na obszarze Polski – w powiecie gostyńskim w woj. poznańskim, na mocy uchwały nr 20/54 WRN w Poznaniu z dnia 5 października 1954. W skład jednostki weszły obszary dotychczasowych gromad Bodzewo, Bodzewko, Rębowo i Strzelce Małe ze zniesionej gminy Piaski oraz obszary dotychczasowych gromad Krajewice i Ziółkowo ze zniesionej gminy Gostyń w tymże powiecie. Dla gromady ustalono 21 członków gromadzkiej rady narodowej.
4 lipca 1968 gromadę zniesiono, a jej obszar włączono do gromad: Piaski (miejscowości Bodzewo, Bodzewko, Rębowo i Strzelce Małe) i Gostyń (miejscowości Krajewice i Ziółkowo) w tymże powiecie.